# Eko Eko Azarak (manga)
Eko Eko Azarak (エコエコアザラク?, Eko Eko Azaraku) è un manga horror scritto e disegnato da Shinichi Koga nel 1975. Ne è stata tratta una serie di sei film, due dorama e un OAV.

## Trama
Misa, all'apperenza studentessa eccezionale e idolo della propria classe, è una giovane strega che va di scuola in scuola usando la magia nera per attuare una giustizia caotica e brutale. Lungo la strada, il suo strano passato viene rivelato.

## Media

### Manga
Il manga è stato pubblicato dalla Akita Shoten, con serializzazione su Weekly Shōnen Champion dal 1º settembre 1975 al 9 aprile 1979 e compilato in 19 volumi pubblicati dal marzo 1976 al luglio 1979.

### Film
- Eko Eko Azarak: Wizard of Darkness (1995)
- Eko Eko Azarak II - Birth of the Wizard (1996)
- Eko Eko Azarak III: Misa the Dark Angel (1998)
- Eko Eko Azarak IV: Awakening (2001)
- Eko Eko Azarak: R-page (2006)[6]
- Eko Eko Azarak: B-page (2006)
- Eko Eko Azarak: Kuroi Misa First Episode (2011)

### Dorama
Una serie drammatica horror scolastica live action è stata trasmessa dal 1º febbraio al 31 maggio 1997 su TV Tokyo, composta da 26 episodi. Il cast includeva Hinako Saeki nel ruolo di Misa Kuroi, Rie Imamura, Banhō Chō, Jiro Dan e Rumi Sakakibara.  Nel 2004, un'altra serie drammatica dell'orrore chiamata Eko Eko Azarak -eye- (エコエコアザラク〜眼〜?, Eko Eko Azaraku ~Manako~)  è stata trasmessa dal 6 gennaio al 30 marzo, su TV Tokyo, con 13 episodi. Il cast includeva Natsuhi Ueno come Misa Kuroi e anche Yoko Mitsuya, Sayuri Anzu e Aiko Kayō.

### Anime
Un adattamento anime della Toei Animation è stato pubblicato come OAV il 30 gennaio 2007.